# Проходи (Борисовський район)
Проходи (біл. вёска Праходы) — село в складі Борисовського району Мінської області, Білорусь. Село підпорядковане Пересадській сільській раді, розташоване в північно-східній частині області.